# Apstraktni semantički graf
U računarstvu, apstraktni semantički graf (ASG) je podatkovna struktura korištena u predstavljanju ili izvođenju semantike izraza formalnog jezika (npr. programskog jezika.)
Apstraktni semantički graf je na višem stupnju apstrakcije od apstraktnog sintaksnog stabla, koje se koristi za izražavanje sintaksne strukture izraza ili programa.
Apstraktni semantički graf je tipično konstruiran iz apstraktnog sintaksnog stabla procesom obogaćenja i apstrakcije. Obogaćenje može na primjer sadržavati dodavanja unazadnih pokazivača i bridova iz čvora identifikatora (koji predstavlja varijablu) u čvor koji predstavlja deklaraciju te varijable. Apstrakcija može za sobom povući micanje detalja bitnih samo prilikom parsiranja, ne i za semantiku.